# Scalinatella
Scalinatella è una canzone napoletana composta nel 1948 da Giuseppe Cioffi per la musica e da Enzo Bonagura per il testo, edita dalle Edizioni musicali Leonardi.
È stata incisa per la prima volta da Roberto Murolo nel 78 giri Scalinatella/Guapparia pubblicato nel 1949 dalla Durium (AI 9374)

## Storia
I versi furono ispirati a Bonagura da una scalinata, ma non si è riuscito a individuare di quale si tratti, se a Positano o a Capri; in seguito nacque una vera e propria disputa tra le due località per l'attribuzione della scalinata.
Così ha raccontato la nascita del brano lo stesso Bonagura: «Andavo a casa di Cioffi una sera, a piedi, ero giovane e mi piaceva camminare. Percorrevo via Toledo e tracciavo senza fermarmi delle parole sulla carta, che avevo già, così come mi venivano a mente, un certo suono e una certa cadenza che rendevano più veloce e più cadenzato il mio passo. Giunto a casa dell’amico e sedutomi al suo fianco, ho a più riprese posto quel foglietto accanto al piatto dove egli mangiava. Niente. Finse sempre di non percepire il mio invito a leggere. Finito il pranzo, con calma egli si alzò, sedette al pianoforte e suonò Scalinatella con le stesse note che tutto il mondo oggi conosce. Io non rifeci e non aggiunsi, non sostituii mai alcun verso».
Scalinatella venne suonata durante il funerale di Roberto Murolo, che l'aveva portata al successo.

## Cover
Negli anni seguenti è stata incisa da moltissimi artisti, tra cui:
- 1951: Renato Carosone, in trio con Peter Van Wood e Gegé Di Giacomo, nel 78 giri Scalinatella/Oh! Susanna[5].
- 1964: Johnny Dorelli nell'album 30 anni di canzoni d'amore[6]
- 1964: Nicola Arigliano nell'album Cantatutto[7]
- 1964: Fausto Cigliano nell'album Napoli anno zero[8]
- 1964: Sergio Bruni nel 45 giri Scalinatella/Canzone appassiunata
- 1995: Maria Pia De Vito nell'album Nauplia
- 2001: Massimo Ranieri nell'album Oggi o dimane.
- 2015: Monica Sarnelli nell'album A testa in su.